# Hermann Vogel (Agrarwissenschaftler)

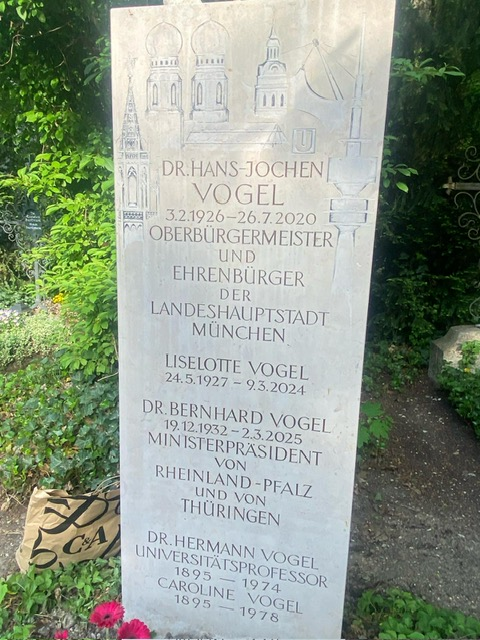
Der Grabstein von Hermann Vogel, zusammen mit seiner Frau Caroline und ihren Söhnen Bernhard und Hans-Jochen Vogel und dessen Ehrefrau Liselotte Vogel auf den Bogenhausener Friedhof in München.

Hermann Leonhard Max Vogel (* 25. November 1895 in München; † 10. Januar 1974 ebenda) war ein deutscher Professor für Tierzucht.

## Familie
Hermann Vogel war der Sohn aus der Ehe des Münchner Veterinärs und Professors Leonhard Vogel. Hermann Vogel war verheiratet mit Caroline Vogel, geborene Brinz (1895–1978), die aus der Familie von Johann Baptist von Zenetti stammte. Aus der Ehe stammen die beiden Söhne, der SPD-Politiker Hans-Jochen und der CDU-Politiker Bernhard Vogel.

## Leben
Hermann Vogel nahm als Kriegsfreiwilliger mit dem I. Bataillon des bayerischen 1. Fußartillerie-Regiments am Ersten Weltkrieg teil. Das Bataillon verbrachte den gesamten Krieg an der Westfront; Vogel kommandierte unter anderem in der Schlacht an der Somme eine Batterie schwerer Feldhaubitzen und war zuletzt Oberleutnant. Nach Kriegsende betätigte er sich im Freikorps Epp sowie bei der bayerischen Schutzbrigade 21 und beteiligte sich u. a. am Sturz der Münchner Räterepublik. Danach studierte er bis 1922 Landwirtschaft in München. 1926 wurde er an der TH München promoviert.
Der Diplomlandwirt war von 1924 bis 1934 Assistent an der Universität Göttingen. Sein Schwerpunkt lag auf dem Gebiet der Tierzucht und Milchwirtschaft. Nach der Habilitation (1930) lehrte er als Privatdozent in Göttingen.  Zunächst war er ab 1934 Vertretungsprofessor und von 1935 bis 1945 ordentlicher Professor und Direktor des Instituts für Tierzucht und Milchwirtschaft an der Universität Gießen.
Vogel trat Anfang Mai 1932 der NSDAP (Mitgliedsnummer 1.095.244) bei und wurde nach der Machtübergabe an die Nationalsozialisten 1933/34 Führer der Dozentenschaft an der Universität Göttingen. Seit Herbst 1933 war er auch Mitglied in der SS. Im November 1933 unterzeichnete er das Bekenntnis der deutschen Professoren zu Adolf Hitler. Ab November 1933 betätigte er sich beim Rasse- und Siedlungshauptamt als Hauptschulungsleiter. 1934 wurde er zum SS-Unterscharführer ernannt. 1937 wurde Vogel auf eigenen Wunsch aus der SS entlassen. Die SS attestierte ihm „nicht genügende weltanschauliche Klarheit“. Er war Gauführer des Reichsbundes Deutscher Diplom-Landwirte im Gau Süd-Hannover Braunschweig und saß dem Landwirteverein Hannover vor. Zudem war er kommissarisch Ortsgruppenleiter der NSDAP.
Nach Ende des Zweiten Weltkrieges wurde er aus dem Professorenamt entlassen und befand sich 20 Monate in Internierungshaft. Nach einem Spruchkammerverfahren wurde er zunächst als Mitläufer und dann als Entlasteter entnazifiziert. Von 1948 bis 1956 war er in Grub Sachbearbeiter der Bayerischen Landesanstalt für Tierzucht. Obwohl er als sogenannter 131er klassifiziert wurde, konnte er nicht in den Hochschuldienst zurückkehren.

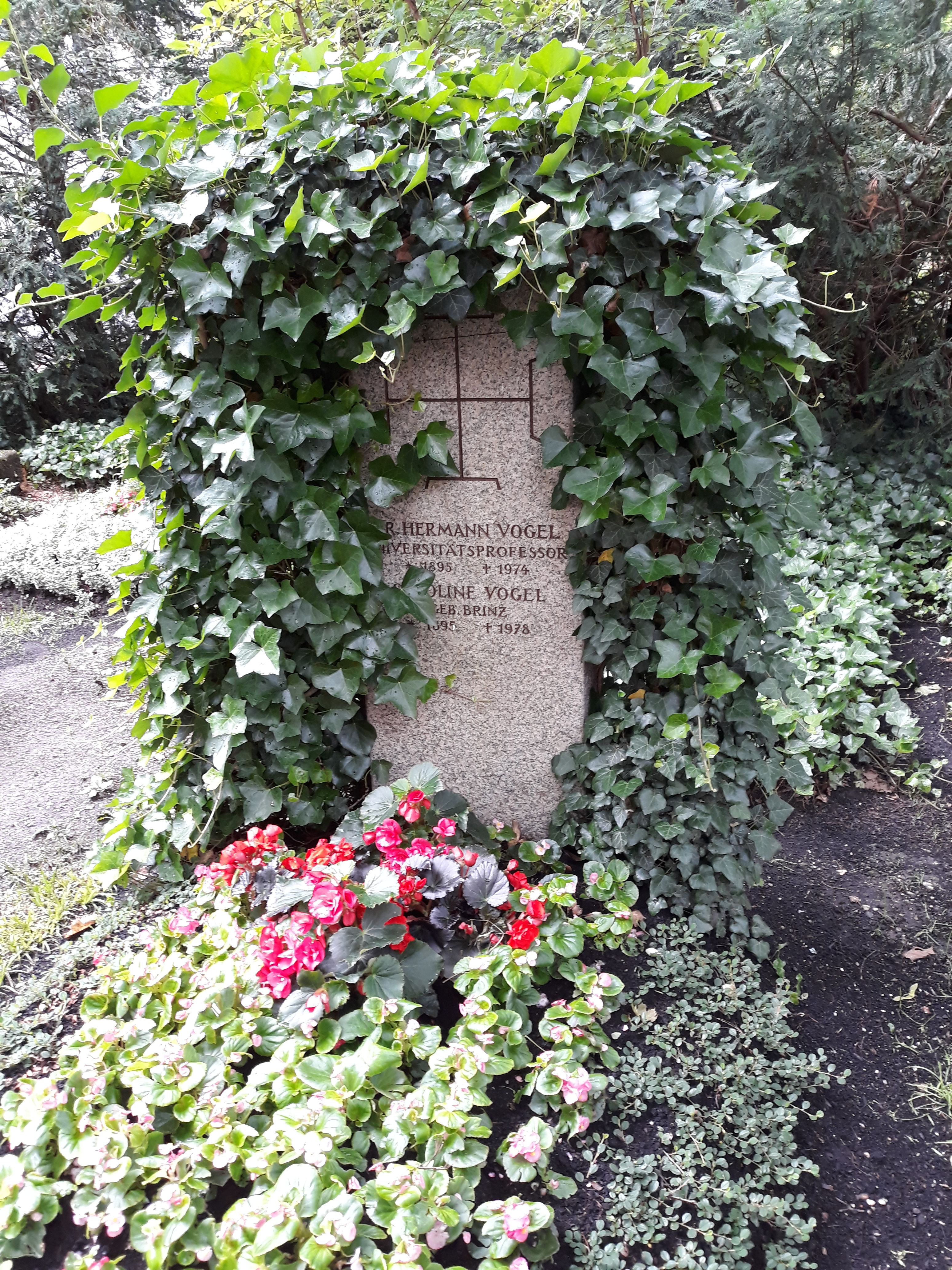
Grab Hermann Vogel und Ehefrau Caroline, Bogenhausener Friedhof, München.

Er starb am 10. Januar 1974 und wurde auf dem Bogenhausener Friedhof beigesetzt.

## Schriften (Auswahl)
- Leistungsprüfungen an deutschen veredelten Landschweinen und deutschen weissen Edelschweinen (Aus d. Institut f. Tierzucht u. Molkereiwesen d. Univ. Göttingen), M. & H. Schaper, Hannover 1929 (gemeinsam mit Carl Zimmermann und Jonas Schmidt). In: Arbeiten der Deutschen Gesellschaft für Züchtungskunde ; H. 47
- Die Zuchtverfahren in der Landwirtschaftlichen Tierzucht, Lutzeyer, Bad Oeynhausen 1948
- Rassebegriff und Rassefragen in der landwirtschaftlichen Tierzucht, Lutzeyer, Bad Oeynhausen 1949
- Landwirtschaftliche Tierzucht, de Gruyter, Berlin 1952
- Zootécnia general, México [usw.] : Unión Tipográfica Editorial Hispano Americana, 1963